# Virginia Riva
Virginia Riva (16 giugno 1992) è una calciatrice italiana, attaccante del Presezzo.

## Carriera

### Club
Virginia Riva si appassiona al calcio già in giovane età e decide di tesserarsi con lo Speranza Agrate, inserita nella rosa delle giovanili che giocano al campionato organizzato dalla sezione lombarda del Centro sportivo italiano (CSI). Nel 2008 viene inserita in rosa nella prima squadra, iniziando dal campionato di Serie D Lombardia e rimanendo nella società fino al termine della stagione 2012-2013, dopo aver patito la retrocessione dalla Serie C conquistata solo l'anno prima.
Nell'estate 2013 formalizza un contratto con l'Anima e Corpo Orobica giocando in Serie B durante la stagione 2013-2014 e che alla sua fine conquisterà all'ultima giornata la promozione in Serie A. Nella massima serie del campionato italiano femminile di calcio fa il suo esordio il 4 ottobre 2014 nella 1ª giornata subendo un secco 7-0 dal Riviera di Romagna e realizza la sua prima rete il 24 gennaio 2015 alla 13ª giornata ed ultima di andata nel temporaneo vantaggio sul Firenze.
Nella stagione 2016-2017 gioca con il Presezzo in Serie C Lombardia.

## Palmarès
- Campionato italiano di Serie B: 1

Orobica: 2013-2014